# Faustino Dettler
Faustino Dettler (Paraná, Entre Ríos, Argentina; 11 de junio de 1998) es un futbolista argentino que juega como mediocampista ofensivo o delantero en el OF Ierapetra FC de la Segunda División de Grecia.

## Carrera
Dettler comenzó en las inferiores de Patronato, al igual que su hermano Dalmiro, unos años más grande que él que no terminó debutando en el Rojinegro. El 13 de marzo de 2019 tuvo su primera convocatoria, apareciendo en el banco de suplentes en la victoria de la Copa Argentina sobre Dock Sud en el Estadio Nuevo Monumental de Rafaela. Hizo su debut profesional en Primera el 30 de marzo de 2019 en la derrota frente a Godoy Cruz por 2 a 1, entrando a los sesenta y dos minutos y anotando su primer gol un minuto después de ingresar en su primer toque. Hoy en día, alterna entre Primera y Reserva, siendo unas de las joyas que tiene el conjunto de Paraná en su cantera.

## Clubes
| Club      | País      | Año           | Partidos | Goles |
| --------- | --------- | ------------- | -------- | ----- |
| Patronato | Argentina | 2019-2021     | 16       | 1     |
| Ierapetra | Grecia    | 2022-presente | 18       | 1     |